# Hijo de A. Oriol
La Fábrica de Joyería y Platería Hijo de A. Oriol, S.A. va ser una empresa joiera i argentera fundada per Antoni Oriol i Buxó en 1854.
L'orfebre Antoni Oriol i Buxó, descendent d'una família procedent de Reus, es va traslladar en 1850 a Barcelona, on va començar activitats industrials com a fabricant d'articles de joieria a l'engròs al carrer Basea 23 al barri del Born. Aviat va cobrar prestigi per la qualitat de les seves peces d'orfebreria (entre les quals es comptaven medallons, fermalls, arracades i brillants, amb freqüent ús de  diamants) i que van ser predilectes per la alta societat barcelonina.
El senyor Oriol va ampliar les seves instal·lacions en 1854 degut a l'èxit de l'empresa. En 1886, amb la col·laboració del seu fill Antoni Oriol i Ballvé, van traslladar els seus tallers i despatxos al carrer de la Ciutat núm. 5, sent més endavant ampliats aquests amb el núm. 7 del mateix carrer. Va arribar a ser proveïdor de la Casa Reial, realitzant diverses peces per a la reina Isabel II, entre altres una diadema i un collaret de brillants, classificats com a obres de difícil superació. Va realitzar també un gran nombre d'objectes religiosos: custòdies, calzes, copons, a més d'altres peces per a la Casa Sacerdotal de Barcelona (Residència Sacerdotal Sant Josep Oriol, avui Fundació Balmesiana). Diversos projectes van ser realitzats amb la col·laboració de Miquel Soldevila.
La Guerra Civil Espanyola va suposar un dur cop per a l'empresa, que es va veure obligada a tancar. Es va procedir a regalar a cada empleat l'utillatge especialitzat dels tallers. Durant la postguerra (entre 1941 i 1944), la generació dels nets i besnets del fundador va procedir a la reobertura al Passeig de Gràcia núm. 7 principal i va fundar en 1979 l'Agrupació d'Orfebres-FAD. El 1954 es va publicar una breu edició commemorativa pel centenari de l'empresa. La societat fou continuada per Josep Maria Oriol i Guardans, Antoni, Ricard, Joan i els seus descendents. Els seus treballs amb nous materials, la llum i l'electrònica van enlluernar personalitats com Salvador Dalí.
El gran robatori que va patir l'empresa en 1984 va provocar el tancament. Malgrat això, l'activitat roman indirectament activa a través de Ramon Oriol i Nogués.